# Деркач Борис Юрійович
Борис Юрійович Деркач (нар. 14 січня 1964, Харків, Українська РСР, СРСР — пом. 18 травня 2019, Харків, Україна) — радянський і український футболіст, захисник, майстер спорту СРСР (1987).

## Біографія
Почав свою кар'єру у 1981 році в місцевій команді «Металіст» Харків. У 1983 році зіграв один сезон у клубі «Маяк» Харків. У 1985 році він був помічений скаутами «Динамо» Київ. Відзначався хорошим ударом з далекої відстані, але через сильну конкуренцію не грав за основний склад. У 1986 році захищав кольори московського ЦСКА, але повернувся в «Металіст» Харків. У 1988 році виграв з «Металістом» перший і єдиний в історії клубу Кубок СРСР. У 1990 році він був запрошений назад в «Динамо» Київ. 7 жовтня того року два його влучні удари на полі Республіканського стадіону в Києві дозволили «Динамо» обіграти в «золотому» матчі московський ЦСКА — 4:1 і здобути останнє 13-те чемпіонство у першостях Радянського Союзу. Золоту медаль Деркач не отримав, через те, що у тому чемпіонаті провів за динамівців недостатню кількість матчів. Деякий час виступав за «Евіс». Проте, все частіше почав відвідувати казино. Після того, як програв велику суму грошей (20 тисяч USD), був змушений податися за кордон. Не зумів влаштуватися у Туреччині. Після короткого перебування в болгарському «Левскі» перейшов в угорську команду «Ньїредьхаза». Клуб зайняв останнє місце і в 1993 році Деркач залишився без роботи.
Потрапив у злочинну групу, яка займалася рекетом в Угорщині. У 1993 році після поранення сутенера і двох повій був заарештований і згодом засуджений до 11 років тюремного ув'язнення. Після спроби втечі (31 грудня 1995 року) суд додав ще 4 роки. У кінці терміну був переведений з угорської в'язниці в українську в Ужгороді, а потім у рідному Харкові. Допоміг у цьому Олег Лужний, який передав матері колишнього одноклубника 10 000 доларів на адвоката. До того, як був звільнений за хорошу поведінку, загалом провів у в'язниці 11,5 років.
Після цього влаштував своє життя заново, знайшов роботу, одружився, дружина народила двох дітей — сина Артема і доньку Ганну. Допоміг з роботою Ахрік Цвейба. За його сприяння Деркач з 2006 року почав шукати таланти для харківського «Металіста», почав виступати за команду ветеранів цієї команди.
Внаслідок кризи, в якій опинився український футбол і «Металіст» зокрема, Борис Деркач, втратив роботу. Він став випивати, знову прокинулася в ньому ігроманія, заборгував багатьом людям. У підсумку розпалася сім'я. У 2017 році за пропозицією одного із знайомих, назбирав необхідну суму і поїхав на заробітки в Малайзію, щоб працювати там будівельником. У січні 2019 року в українських ЗМІ з'явилась інформація, що Бориса Деркача зустріли українські туристи в Куала-Лумпурі. Він віддав за борги у заставу документи, став безпритульним, розповідав російськомовним туристам свою історію життя в обмін на їжу та випивку.
30 квітня 2019 року колишній футболіст повернувся в Україну, але відмовився від допомоги «Металіста-1925» і Харківської обласної державної адміністрації. Проживав на квартирі у своїх знайомих. Помер 18 травня, ймовірно від плевриту. Похований на одному з харківських кладовищ.

## Досягнення
- Чемпіон СРСР: 1990
- Володар Кубка СРСР: 1988, 1990